# Bonnevoie-Sud

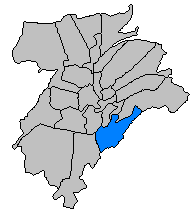
Bonnevoie-Sud, a sud-est di Lussemburgo.

Bonnevoie-Sud (in lussemburghese Bouneweg-Süd, in francese Bonnevoie-Sud, in tedesco Bonneweg-Süd) è un quartiere di Lussemburgo, nell'omonimo stato. Fa parte dell'area di Bonnovie insieme al quartiere Bonnevoie-Nord-Verlorenkost.
Nel 2010 aveva una popolazione di 15.596 abitanti, il più popolato di tutti i quartieri della città.
È considerato il distretto portoghese della città di Lussemburgo.